# Ilyarachna mediorientalis
Ilyarachna mediorientalis är en kräftdjursart som beskrevs av Chardy 1974. Ilyarachna mediorientalis ingår i släktet Ilyarachna och familjen Munnopsidae. Inga underarter finns listade i Catalogue of Life.